# Youssef El Jebli
Youssef El Jebli (Utrecht, 27 december 1992) is een Marokkaans-Nederlands voetballer die doorgaans als middenvelder speelt.

## Clubcarrière

### FC Lienden
El Jebli werd in het seizoen 2014/15 transfervrij overgenomen van USV Hercules. Hij won met FC Lienden de Topklasse en het 'algemeen amateurkampioenschap' van Kozakken Boys. El Jebli verhuisde hierna voor 50.000 euro naar De Graafschap.

### De Graafschap
In de eerste wedstrijd van het seizoen 2015/16 tegen sc Heerenveen maakte El Jebli zijn debuut voor De Graafschap nadat hij in de 70e minuut mocht invallen voor Nathan Kabasele. Op 16 mei 2018 tekende El Jebli bij voor twee jaar bij De Graafschap. Uiteindelijk speelde El Jebli vier jaar voor De Graafschaap, waarbij hij meer dan 140 wedstrijden speelde en 27 keer scoorde.

### Midden-Oosten
Op 23 augustus 2019 ondertekende El Jebli een tweejarig contract bij Al-Faisaly FC uit Saoedi-Arabië. In september 2020 ging hij naar promovendus Al-Batin. Vanaf januari 2023 kwam hij uit voor Ohod Club op het tweede niveau. Uiteindelijk bleef hij maar een halfjaar, en vertrok hij in de zomer van 2023 naar Al-Hamriyah, dat uitkwam op het tweede niveau van de Verenigde Arabische Emiraten. Na een halfjaar keerde hij terug naar Saoedi-Arabië, naar Hajer FC.

### Terug in Nederland
In september 2024 tekende El Jebli weer bij De Graafschap.

## Carrièrestatistieken
| Seizoen         | Club             | Competitie      | Competitie | Competitie | Beker | Beker | Overig | Overig | Totaal | Totaal |
| Seizoen         | Club             | Competitie      | Wed.       | Dlp.       | Wed.  | Dlp.  | Wed.   | Dlp.   | Wed.   | Dlp.   |
| --------------- | ---------------- | --------------- | ---------- | ---------- | ----- | ----- | ------ | ------ | ------ | ------ |
| 2014/15         | FC Lienden       | Topklasse       | 30         | 15         | 1     | 0     | 2      | 0      | 33     | 15     |
| 2015/16         | De Graafschap    | Eredivisie      | 31         | 1          | 1     | 0     | 2      | 0      | 34     | 1      |
| 2016/17         | De Graafschap    | Eerste divisie  | 27         | 4          | 0     | 0     | —      | —      | 27     | 4      |
| 2017/18         | De Graafschap    | Eerste divisie  | 37         | 8          | 1     | 0     | 4      | 1      | 42     | 9      |
| 2018/19         | De Graafschap    | Eredivisie      | 32         | 10         | 2     | 0     | 4      | 0      | 38     | 10     |
| 2019/20         | De Graafschap    | Eerste divisie  | 2          | 2          | 0     | 0     | 0      | 0      | 2      | 2      |
| 2019/20         | Al-Faisaly FC    | Pro League      | 29         | 9          | 3     | 1     | 0      | 0      | 32     | 10     |
| 2020/21         | Al-Batin FC      | Pro League      | 26         | 5          | 2     | 0     | 0      | 0      | 28     | 5      |
| 2021/22         | Al-Batin FC      | Pro League      | 24         | 4          | 2     | 1     | 0      | 0      | 26     | 5      |
| 2022/23         | Ohod Club        | First Division  | 17         | 4          | 0     | 0     | 0      | 0      | 17     | 4      |
| 2023/24         | Al Hamriyah Club | First Division  | ?          | ?          | ?     | ?     | ?      | ?      | ?      | ?      |
| 2023/24         | Hajer FC         | First Division  | 16         | 1          | 0     | 0     | 0      | 0      | 16     | 1      |
| 2024/25         | De Graafschap    | Eerste divisie  | 13         | 0          | 2     | 1     | 0      | 0      | 15     | 1      |
| Carrière totaal | Carrière totaal  | Carrière totaal | 284        | 63         | 14    | 3     | 12     | 1      | 310    | 67     |

 Bijgewerkt op 14 april 2025.